# Espectáculo

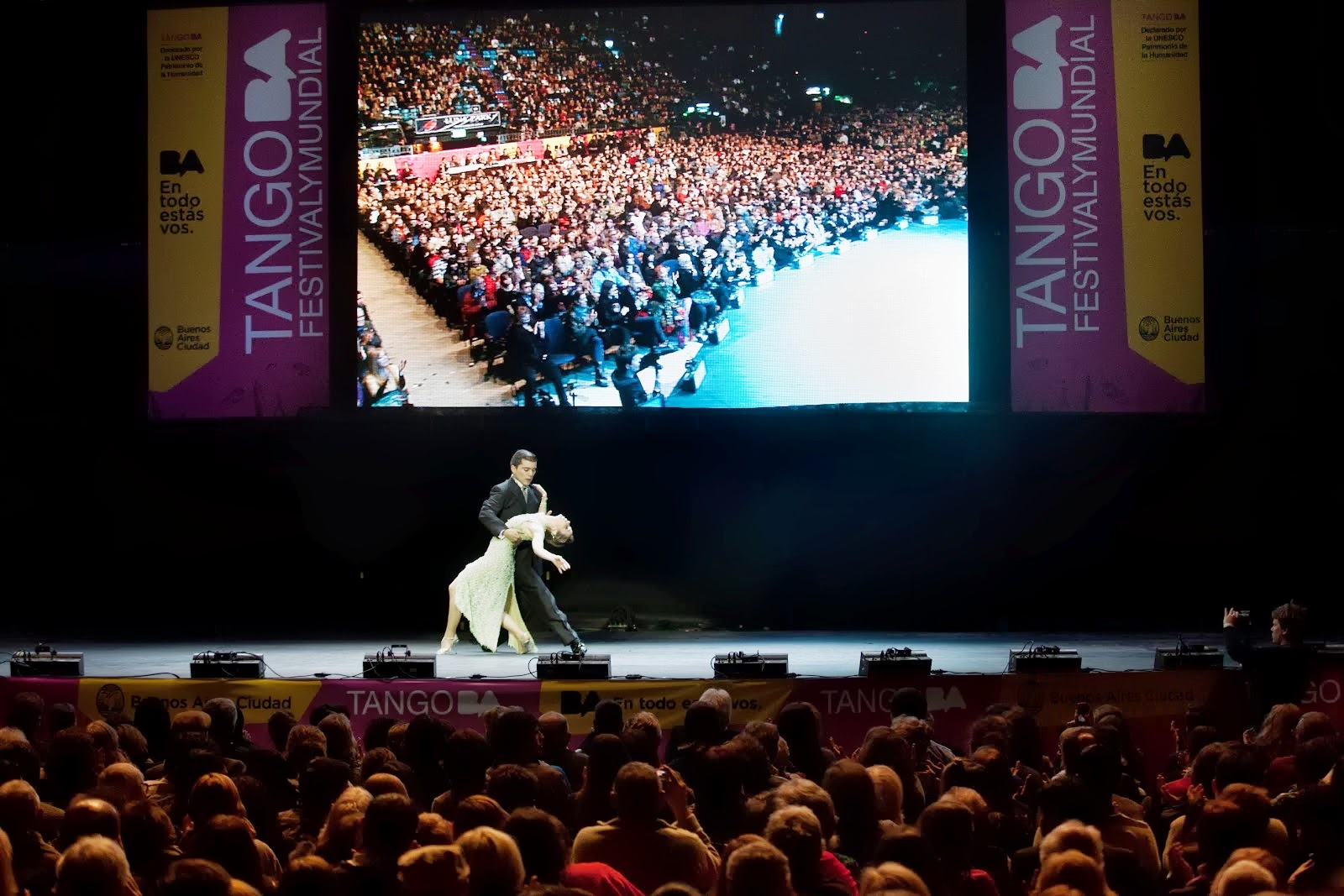
Espectáculo de tango en Buenos Aires (Argentina).

Espectáculo la palabra hace referencia a una función o diversión pública celebrada en un cine, en un circo o en otro edificio o lugar en que se congrega la gente para presenciarla y a cualquier cosa que se ofrece a la vista o a la contemplación intelectual y es capaz de atraer la atención y mover el ánimo infundiéndole deleite, asombro, dolor u otros afectos más o menos vivos o nobles.

## Tipos de espectáculos
- programa televisivo, cada bloque de contenido que se emite por televisión;
- obra teatral, representación actuada de una historia frente a una audiencia;
- película de cine, proyección de una imagen en movimiento en una pantalla;
- concierto musical, interpretación musical con público;
- espectáculo deportivo, demostración competitiva generalmente basada en la actividad física;
- obra musical, una obra de arte perteneciente al arte musical.

## Historia del espectáculo
La historia del espectáculo tiene raíces profundas en las primeras expresiones humanas. En la prehistoria, las pinturas rupestres y danzas rituales se utilizaban para transmitir historias y honrar a los dioses o fuerzas de la naturaleza, marcando los primeros indicios de entretenimiento colectivo. En las civilizaciones antiguas, como Egipto, Grecia y Roma, el espectáculo adquirió formas más estructuradas, desde ceremonias religiosas hasta teatros que dramatizaban mitos y tragedias. Los griegos perfeccionaron el arte teatral con obras de Sófocles y Aristófanes, mientras que los romanos añadieron grandiosidad con sus coliseos y juegos gladiatorios.
Durante la Edad Media, los espectáculos se trasladaron a iglesias y plazas, con dramas litúrgicos y ferias itinerantes que mezclaban música, danza y comedia. En el Renacimiento, el teatro resurgió con autores como Shakespeare y Molière, y se desarrollaron formas como la ópera y el ballet, reflejando el auge de la cultura humanista. La llegada de la Revolución Industrial trajo nuevas tecnologías, como el cine y el teatro eléctrico, revolucionando el acceso al entretenimiento.
En la era contemporánea, el espectáculo ha alcanzado dimensiones globales, impulsado por el cine, la televisión, y más recientemente, el streaming y la realidad virtual. Desde los rituales alrededor del fuego hasta los grandes festivales digitales de hoy, el espectáculo sigue siendo un reflejo de nuestra necesidad de conexión, expresión y asombro colectivo.